# Nomada perplexans
Nomada perplexans är en biart som beskrevs av Cockerell 1910. Nomada perplexans ingår i släktet gökbin, och familjen långtungebin. Inga underarter finns listade i Catalogue of Life.